# Armstrong (Santa Fe)
Armstrong è un municipio di seconda categoria dell'Argentina, appartenente alla provincia di Santa Fe, nel dipartimento di Belgrano.
Il comune è stato istituito il 14 dicembre 1884.

## Storia
Armstrong fu fondata come colonia attorno a una stazione ferroviaria appena installata nel 1882. All'epoca l'area era occupata dalla maggioranza da immigrati italiani . Il nome dell'insediamento era un omaggio a Thomas Armstrong, un pioniere nello sviluppo della Ferroviaria centrale argentina.

## Popolazione
In base al censimento del 2001, la città contava 10.388 abitanti, con un incremento dell'8,7% rispetto al censimento precedente (1991).